# Pegatron
A Pegatron Corporation tajvani elektronikai cikkek beszállítója, amely elsősorban számítástechnikai, kommunikációs és szórakoztató elektronikai termékeket gyárt neves cégek számára.

## Története
2007. június 2-án alapították Tajvanon, Tajpej Beitou kerületében, az ASUSTeK Computer Inc. leányvállalataként. A vállalat neve, akárcsak az Asus név, a szárnyas Pegazus lóból származik. 2008 januárjában az ASUSTeK Computer jelentős átszervezésbe kezdett, és három független vállalatra vált szét: Asus (az első fél által gyártott számítógépek és elektronikai termékek alkalmazására összpontosított); Pegatron (alaplapok és alkatrészek gyártására összpontosított); és Unihan Corporation (nem PC-k gyártására, például tokok fröccsöntésére összpontosított).
Az átszervezés során egy erősen kritizált nyugdíjprogram átalakítása gyakorlatilag lenullázta a meglévő nyugdíjegyenlegeket. A vállalat az alkalmazottak által korábban befizetett összes járulékot kifizette. 2010. június 1-jén az Asus kivált a Pegatron Corp. cégből. 2010 júniusában a vállalat a tajvani tőzsdére lépett, és még ugyanebben az évben felvásárolta az ASRock Inc.-t az Asustól. Az Asus részesedése a Pegatronban 2015-ben még mindig 17,23% volt.
A Pegatron 2021-re a Tesla Inc. jelentős alkatrész-beszállítójává vált. Az indiai COVID-19 világjárvány második hulláma idején a Pegatron kénytelen volt leállítani a termelést, amikor néhány alkalmazottja pozitív lett a vírusra. A Pegatron indiai üzeme átvette az Apple iPhone-ok gyártásának egy részét, mivel a világjárvány a sencseni üzemeit is érintette.

## Vállalati struktúra
A Pegatron Corporation három divízióra tagolódik. A számítástechnikai eszközök üzletágban a vállalat noteszgépeket, asztali számítógépeket és alaplapokat gyárt; a szórakoztató elektronikai üzletágban táblagépeket, játékkonzolokat, LCD TV-ket és multimédiás lejátszókat; a kommunikációs eszközök üzletágban pedig okostelefonokat, szélessávú és hálózati eszközöket.
A vállalat adminisztrációjának és termelésének nagy része Tajvanon található, de a vállalat további gyártási helyszínekkel rendelkezik Kínában, a Cseh Köztársaságban, az Egyesült Államokban, Mexikóban és Japánban.

## A cég jelentősebb ügyfelei
A Pegatron fő ügyfelei következő vállalatok:
- Acer (Tajvan)
- Apple (Amerikai Egyesült Államok)
- Asus (Tajvan)
- Dell (Amerikai Egyesült Államok)
- Fujitsu (Japán)
- Hewlett-Packard (Amerikai Egyesült Államok)
- Intel (Amerikai Egyesült Államok)
- Lenovo (Kína)
- Microsoft (Amerikai Egyesült Államok)
- Nokia (Finnország)
- Panasonic (Japán)
- Sony (Japán)
- Toshiba (Japán)

## Fordítás
- Ez a szócikk részben vagy egészben  a   Pegatron című angol Wikipédia-szócikk fordításán alapul.  Az eredeti cikk szerkesztőit annak laptörténete sorolja fel. Ez a jelzés csupán a megfogalmazás eredetét és a szerzői jogokat jelzi, nem szolgál a cikkben szereplő információk forrásmegjelöléseként.
- Ez a szócikk részben vagy egészben  a   Pegatron című német Wikipédia-szócikk fordításán alapul.  Az eredeti cikk szerkesztőit annak laptörténete sorolja fel. Ez a jelzés csupán a megfogalmazás eredetét és a szerzői jogokat jelzi, nem szolgál a cikkben szereplő információk forrásmegjelöléseként.